# Prime del teatro San Carlo

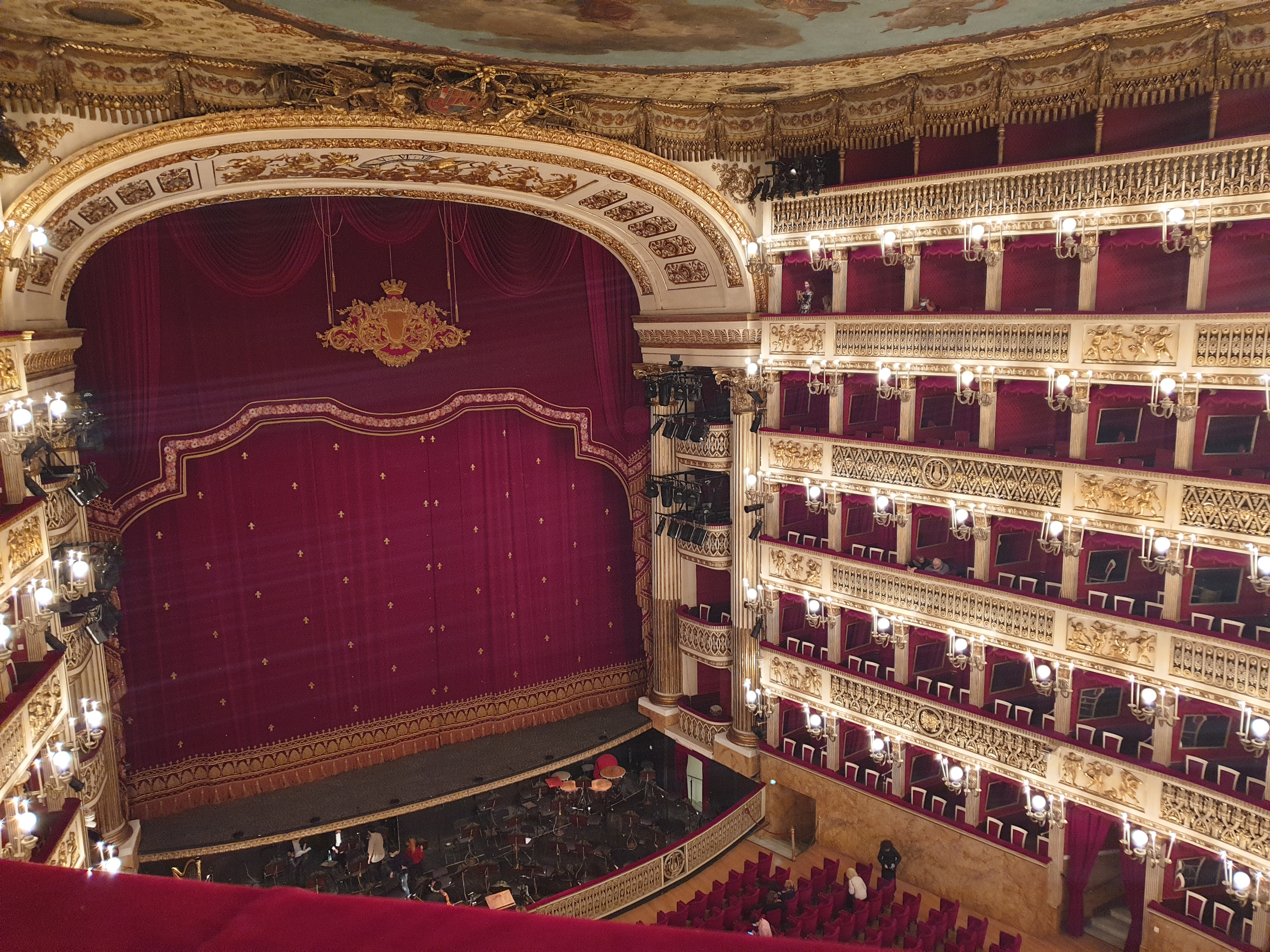
Vista della sala

Di seguito l'elenco delle prime assolute e delle prime delle stagioni operistiche del teatro San Carlo di Napoli.

## Prime assolute
- Achille in Sciro di Domenico Sarro (4 novembre 1737)
- L'Olimpiade di Leonardo Leo (19 dicembre 1737)
- Le nozze di Psiche con Amore di Leo (23 giugno 1738)
- La locandiera di Pietro Auletta (10 luglio 1738 con Francesco Ciampi)
- Le nozze di Teti e Peleo di Sarro (1738 con Francesco Bernardi)
- Temistocle di Giovanni Alberto Ristori (1738 con Gaetano Majorano)
- Adriano in Siria di Ristori (1739 con Anna Maria Strada)
- Il trionfo di Camilla di Nicola Porpora (1740)
- Siroe, re di Persia di Davide Perez (1740)
- Tiridate di Porpora (1740)
- Ezio di Sarro (1741 con Giovanna Astrua)
- Demofoonte di Leo (1741)
- Andromaca di Leo (1742)
- Semiramide riconosciuta di Johann Adolf Hasse (1744)
- Achille in Sciro di Gennaro Manna (1745)
- Lucio Vero ossia il Vologeso di Manno (1745 con Annibale Pio Fabri)
- Arianna e Teseo di Giuseppe de Majo (1747)
- Artemisia di Niccolò Jommelli con (1747 con Gioacchino Conti)
- Adriano in Siria di Gaetano Latilla (1747)
- Merope di Gioacchino Cocchi (1748)
- Siface re di Numidia di Cocchi (1748)
- Olimpia di Baldassarre Galuppi (1749)
- Antigono di Nicola Conforto (1750)
- Semiramide riconosciuta di de Majo (1751)
- Tito Manlio di Girolamo Abos (1751)
- Il Farnace di Tommaso Traetta (1751)
- Ipermestra di Pasquale Cafaro (1751)
- Sesostri, re d'Egitto di Cocchi (1752)
- La clemenza di Tito di Christoph Willibald Gluck (1752)
- Lucio Vero o sia Il Vologeso di Abos (1752)
- Adriano in Siria di Conforto (1754)
- Issipile di Pasquale Errichelli (1754)
- Cajo Mario di Giuseppe Scarlatti (1755)
- La disfatta di Dario di Cafaro (1756)
- Zenobia di Niccolò Piccinni (1756)
- L'incendio di Troia di Cafaro (1757)
- Temistocle di Jommelli (1757)
- Arianna e Teseo di Antonio Maria Mazzoni (1758 con Giusto Fernando Tenducci)
- Siroe di Errichelli (1758 con Caterina Gabrielli)
- La clemenza di Tito di Hasse (1759 con Giovanni Carestini)
- Achille in Sciro di Hasse (1759)
- Ciro riconosciuto di Piccinni (1759)
- Astrea placata di Gian Francesco de Majo (1760 con Gaetano Guadagni e Anton Raaff)
- Cajo Fabricio di de Majo (1760)
- Zenobia di Nicola Sala (1761)
- Andromaca (1761)
- Catone in Utica (1761)
- Antigone di Piccinni (1762 con Diamante Maria Scarabelli)
- Demetrio di Sala (1762)
- L'Olimpiade di Pietro Alessandro Guglielmi (1763)
- Prologo e Cantata per tre voci e orchestra di Cafaro (1764)
- Nitteti di Mazzoni (1764)
- Lucio Vero di Sacchini (1764)
- Il Creso di Sacchini (1765)
- Peleo, Giasone e Pallade di Cafaro e Sorgi, figlia d'Eumalo di Pasquale Fago (1766)
- Arianna e Teseo di Cafaro (1766 con Giuseppe Aprile)
- Antigono di Giuseppe Scolari (1766)
- Il gran Cid di Piccinni (1766)
- Il Bellerofonte di Josef Mysliveček (1767)
- Lucio Papirio dittatore di Giovanni Paisiello (1767)
- Semiramide riconosciuta di Ferdinando Bertoni (1767)
- Farnace di Mysliveček (1767)
- Cantata in re maggiore per 3 voci e orchestra di Fedele Fenaroli (1768)
- Ebone e Ebuda ovvero Olimpia di Paisiello (1768 con Anna Maria Strada)
- Il giudizio d'Apollo di Sala (1768 con Lucrezia Agujari)
- Demetrio di Piccinni (1769)
- Adriano in Siria di Carlo Monza (1769)
- La bella eroina e Merope di Sala (1769 con Pietro Benedetti)
- Armida abbandonata di Jommelli (1770)
- La Didone abbandonata di Giacomo Insanguine (1770)
- Antigono di Cafaro (1770)
- Ifigenia in Tauride (1771 con Gaspare Pacchierotti)
- Ezio di Sacchini (1771)
- Nitteti ed I dioscuri di Pasquale Anfossi (1771)
- Ipermestra di Piccinni (1772 con Antonia Bernasconi)
- Arianna e Teseo di Giacomo Insanguine (1773)
- Il trionfo di Clelia di Giovanni Battista Borghi (1773)
- Adriano in Siria di Insanguine (1773)
- Romolo ed Ersilia di Mysliveček (1773)
- Alessandro nell'Indie (1774)
- Orfeo ed Euridice nella seconda versione con musiche di Johann Christian Bach (1774)
- Artaserse di Mysliveček (1774)
- Il Natale di Apollo di Cafaro (1775)
- Ezio di Mysliveček (1775)
- La Nitteti nella seconda versione di Domenico Fischietti (1775)
- Didone abbandonata di Joseph Schuster (1776)
- La Semiramide riconosciuta di Guglielmi (1776 con Giovanni Ansani)
- Arianna e Teseo di Fischietti (1777)
- Ricimero di Guglielmi (1777)
- Catone in Utica di Bernardo Ottani (1777)
- La Calliroe di Mysliveček (1778 con Luigi Marchesi)
- L'Olimpiade di Mysliveček (1778)
- Ifigenia in Aulide di Vicente Martín y Soler (1779)
- Medonte di Insanguine (1779)
- Creso in Media di Schuster (1779)
- Ipermestra di Martín y Soler (1780)
- Psyche di Schuster (1780)
- Arbace di Francesco Bianchi (1781)
- Antigona di Giuseppe Gazzaniga (1781)
- La Zemira di Bianchi (1781)
- Montezuma di Nicola Antonio Zingarelli (1781)
- Calipso di Insanguine (1782)
- La Zulima di Bianchi (1782 con Domenico Bruni (cantante))
- L'eroe cinese di Domenico Cimarosa (1782)
- La Nitteti di Giuseppe Curcio (1783)
- La felicità dell'Anfriso di Guglielmi (1783)
- Oreste (1783)
- Adone e Venere di Gaetano Pugnani (1784)
- Cajo Mario di Bianchi (1784 con Giacomo David)
- Artenice di Giacomo Tritto (1784)
- Antigono di Paisiello (1785)
- Enea e Lavinia di Guglielmi (1785)
- Olimpiade di Paisiello (1786)
- Pallade di Guglielmi (1786)
- Mesenzio, re d'Etruria di Bianchi (1786)
- La distruzione di Gerusalemme di Giuseppe Giordani (1787)
- Pirro di Paisiello (1787)
- Laocoonte di Guglielmi (1787)
- Scipione Africano di Bianchi (1787 con Girolamo Crescentini)
- Giunone e Lucina di Paisiello (1787)
- Debora e Sisara di Guglielmi (1788)
- Fedra di Paisiello (1788 con Brigida Giorgi Banti)
- Rinaldo (versione italiana di Renaud (opera)) di Sacchini (1788)
- Catone in Utica di Paisiello (1789)
- Ademira di Guglielmi (1789)
- Alessandro nell'Indie di Guglielmi (1789 con David e Gennaro Luzio)
- Zenobia in Palmira di Paisiello (1790)
- La vendetta di Nino di Bianchi (1790)
- Pizzarro nelle Indie di Marcello Bernardini con Brigida Giorgi Banti (1791)
- Lucio Papirio di Gaetano Marinelli (1791)
- Antigona di Peter Winter (1791)
- Armimio di Marinelli (1792)
- Elfrida di Paisiello (1792)
- Ercole al Termodonte di Piccinni (1793)
- Olindo e Sofronia di Gaetano Andreozzi (1793)
- Attalo re di Bitinia di Marinelli (1793)
- Elvira di Paisiello (1794)
- Ines de Castro di Bianchi (1794)
- Ero e Leandro di Ferdinando Paër (1794)
- Didone abbandonata di Paisiello (1794)
- Il trionfo di Camilla di Guglielmi (1795)
- Arsinoe di Andreozzi (1795)
- Gli Orazi e i Curiazi di Zingarelli (1795)
- La morte di Cleopatra di Guglielmi (1796)
- Artemisia regina di Caria di Cimarosa (1797 con Giuseppina Grassini)
- Consalvo di Cordova di Curcio (1797)
- Andromaca (1797)

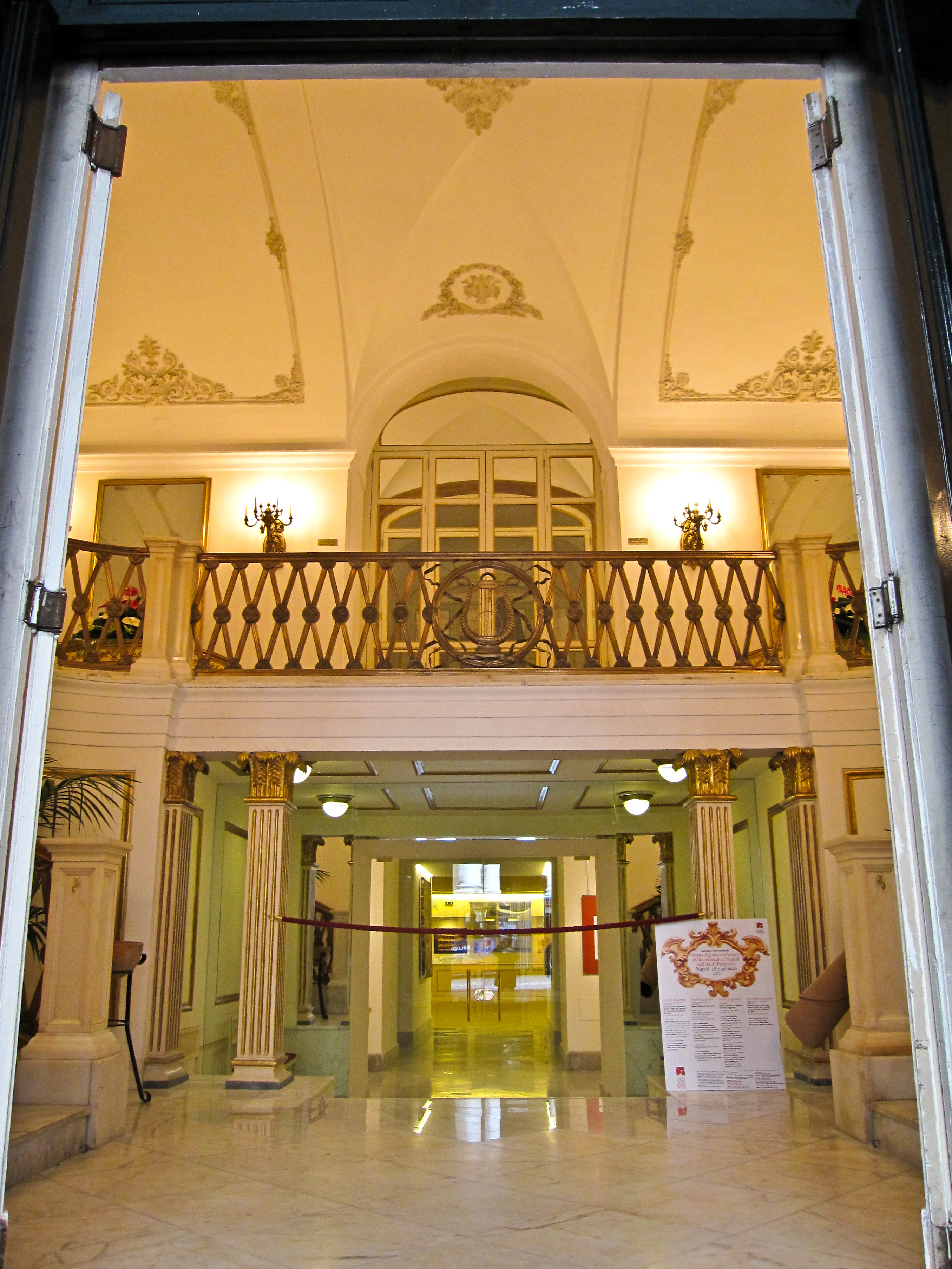
Particolare dell'interno

- Gionata Maccabeo di Guglielmi (1798)
- La vendetta di Medea di Francesco Piticchio (1798 con Luísa Todi)
- Nicaboro in Yucatan di Tritto (1799)
- Enea in Cartagine di Luigi Capotorti (1799)
- Ginevra e Ariodante di Tritto (1801)
- Siface e Sofonisba di Guglielmi (1802)
- Armida e Rinaldo di Andreozzi (1802)
- Gli americani di Tritto (1802)
- Piramo e Tisbe di Andreozzi (1803 con Giovanni Battista Velluti e Gaetano Crivelli)
- Asteria e Teseo di Pietro Carlo Guglielmi (1803)
- Obeide e Atamare di Capotorti (1803)
- Peribea e Telamone di Giuseppe Nicolini (1804)
- Ciro riconosciuto di Capotorti (1805)
- Il trionfo di Tomiri di Andreozzi (1807)
- Climene di Giuseppe Farinelli (1807)
- L'albergatrice scaltra di Giacomo Cordella (1807)
- Aristodemo di Stefano Pavesi (1807)
- I Pittagorici di Paisiello (1808)
- Argete di Francesco Gnecco (1808)
- Annibale in Capua di Cordella (1809)
- Marco Albino in Siria di Tritto (1810 con Teresa Belloc-Giorgi e Michele Benedetti (basso))
- Odoardo e Cristina di Pavesi (1810 con Andrea Nozzari)
- L'oracolo di Delfo di Pietro Raimondi (1811 con Isabella Colbran)
- Ecuba (1812)
- Il salto di Leucade di Luigi Mosca (1812)
- Gli amori e l'armi di Giuseppe Mosca (1812)
- Gaulo ed Oitona di Pietro Generali (1813 con Manuel Gargía)
- Marco Curzio di Capotorti (1813)
- Medea in Corinto di Johann Simon Mayr (28 novembre 1813)
- Diana ed Endimione di Manuel del Pópulo Vicente Rodríguez (1814)
- La donzella di Raab di Manuel García (1814)
- Arianna in Nasso di Mayr (1815)
- Elisabetta, regina d'Inghilterra di Gioachino Rossini (4 ottobre 1815)
- Il sogno di Partenope di Mayr (1817 con Giovanni Battista Rubini)
- Ifigenia in Tauride (1817)
- Mennone e Zemira ossia La figlia dell'aria di Mayr (1817)
- Elena di Johann Simon Mayr (1817)
- Armida di Rossini (11 novembre 1817)
- Boadicea di Francesco Morlacchi (1818)
- Il servo balordo o La disperazione di Gilotto di Saverio Mercadante (1818)
- Mosè in Egitto di Rossini (5 marzo 1818)
- Il flauto incantato o Le convulsioni musicali di Mercadante (1818)
- Ricciardo e Zoraide di Rossini (3 dicembre 1818)
- Omaggio umiliato a Sua Maestà degli artisti del Real Teatro San Carlo di Rossini (1819)
- Ermione di Rossini (27 marzo 1819)
- In occasione che Sua Maestà Cesarea Reale ed Apostolica Francesco Imperatore d'Austria onora per la prima volta di sua augusta presenza il Teatro di Rossini (1819)
- I portoghesi nelle Indie o La conquista di Malacca di Mercadante (1819)
- L'apoteosi d'Ercole di Mercadante (1819)
- La donna del lago di Rossini (24 ottobre 1819)
- Ciro in Babilonia di Raimondi (1820)
- Anacreonte in Samo di Mercadante (1820)
- Maometto II di Rossini (3 dicembre 1820)
- La riconoscenza di Rossini (1821)
- Elena ed Olfredo di Generali (1821)
- La sposa indiana di Generali (1822)
- Zelmira di Rossini (16 febbraio 1822)
- Atalia (1822)
- Ines d'Almeida di Pavesi (1822)
- Argene e Alsindo di Generali (1822)
- Gli sciti di Mercadante (1823)
- Alfredo il Grande di Gaetano Donizetti (2 luglio 1823)
- Argia di Raimondi (1823)
- Costanzo ed Almeriska di Mercadante (1823)
- Le nozze dei sanniti di Raimondi (1824)
- Sansone di Francesco Basili (1824 con Luigi Lablache)
- Alessandro nelle Indie di Giovanni Pacini (1824 con Adelaide Tosi)
- Berenice in Roma di Raimondi (1824)
- Zadig e Astartea ovvero L'esiliato in Babilonia di Nicola Vaccai (1825)
- Amazilia di Pacini (1825)
- L'ultimo giorno di Pompei di Giovanni Pacini, (19 novembre 1825)
- Ipermestra (1825)
- Il solitario ed Elodia di Pavesi (1826 con Henriette Méric-Lalande)
- Bianca e Gernando di Vincenzo Bellini (30 maggio 1826)
- L'abate de l'épée di Giuseppe Mosca (1826)
- Elvida di Donizetti (6 luglio 1826)
- Zelmira e Zamori (Zelmira nella terza versione) di Rossini, Nicolini e Valentino Fioravanti (1826)
- Niobe di Pacini (1826 con Giuditta Pasta e Carolina Ungher)
- Giuditta di Raimondi (1827)
- Margherita regina d'Inghilterra di Pacini (1827)
- L'esule di Roma di Donizetti (1º gennaio 1828)
- Ulisse in Itaca di Luigi Ricci (1828)
- Saul di Vaccai (1829)
- Il paria di Donizetti (12 gennaio 1829)
- Elisabetta al castello di Kenilworth di Donizetti (6 luglio 1829)
- I fidanzati ossia Il connestabile di Chester di Pacini (1829)
- Il paria di Donizetti (1829)
- portoghesi in Goa di Julius Benedict (1830)
- I pazzi per progetto di Donizetti (6 febbraio 1830)
- Il diluvio universale di Donizetti (6 marzo 1830)
- Costanza ed Origaldo di Lauro Rossi e Raimondi (1830 con Antonio Tamburini)
- Imelda de' Lambertazzi di Donizetti (23 agosto 1830)
- Il Giulio Sabino di Raimondi (1831)
- Edoardo in Iscozia di Carlo Coccia (1831)
- Francesca di Foix di Donizetti (30 maggio 1831)
- Zaira (1831)
- Fausta di Donizetti (12 gennaio 1832)
- Argene di Placido Mandanici (1832 con Luigia Boccabadati)
- Sancia di Castiglia di Donizetti (4 novembre 1832)
- Clato di Raimondi (1832)
- Gli elvezi ovvero Corrado di Tochemburgo di Pacini (1833 con Giuseppina Ronzi de Begnis)
- Fernando duca di Valenza di Pacini (1833)
- Irene ossia L'assedio di Messina di Pacini (1833 con Maria Malibran e Domenico Reina)
- Buondelmonte di Donizetti (1834)
- Amelia ovvero Otto anni di costanza di Rossi (1834)
- Ines de Castro di Giuseppe Persiani (1835 con la Malibran e Gilbert Duprez)
- Marsa di Coccia (1835)
- Lucia di Lammermoor di Donizetti (26 settembre 1835)
- Isabella degli Abenanti di Raimondi (1836)
- L'assedio di Calais di Donizetti (19 novembre 1836)
- Viclinda di Raimondi (1837 con Paul Barroilhet)
- Roberto Devereux di Donizetti (28 ottobre 1837)
- Elena da Feltre di Saverio Mercadante (1º gennaio 1839)
- Il conte di Chalais di Giuseppe Lillo (1839)
- La Vestale di Saverio Mercadante (10 marzo 1840)
- Il dono a Partenope di Cordella (1840)
- L'osteria di Andujar di Lillo (1840)
- Saffo (1840)
- Cristina di Svezia di Lillo (1841)
- Il proscritto di Mercadante (1842)
- Lara di Lillo (1842 con Eugenia Tadolini)
- La fidanzata corsa di Pacini (1842)
- Caterina Cornaro di Donizetti (18 gennaio 1844)
- Il Vascello de Gama di Mercadante (1845)
- Alzira di Giuseppe Verdi (12 agosto 1845)
- Mortedo di Vincenzo Capecelatro (1845 con Gaetano Fraschini)
- Stella di Napoli di Pacini (1845)
- La sirena di Normandia di Pietro Torregiani (1846)
- Orazi e Curiazi di Mercadante (1846)
- Merope di Pacini (1847)
- Poliuto di Donizetti (30 novembre 1848)
- Luisa Miller di Verdi (8 dicembre 1849)
- Don Checco di Nicola De Giosa (1850)
- Caterina Howard di Lillo (1850 con Achille De Bassini)
- Folco d'Arles di De Giosa (1851)
- Medea di Saverio Mercadante (1º marzo 1851)
- Malvina di Scozia di Pacini (1851 con Adelaide Borghi-Mamo)
- Guido Colmar di De Giosa (1852 con Raffaele Mirate)
- Statira di Mercadante (1853)
- Romilda di Provenza di Pacini (1853)
- Marco Visconti di Errico Petrella (1854 con Rosina Penco)
- Ettore Fieramosca di De Giosa (1855)
- Margherita Pusterla di Pacini (1856)
- Pelagio di Mercadante (1857)
- Morosina ovvero L'ultimo de' Falieri di Petrella (1860)
- Mirinda di Salvatore Pappalardo (compositore) (1860)
- Virginia di Petrella (1861)
- Caterina Blum di Enrico Bevignani (1862 con Maria Spezia Aldighieri)
- Il bosco di Dafne di De Giosa (1864)
- Celinda di Petrella (1865)
- La duchessa di Guisa di Paolo Serrao (1865)
- Virginia di Mercadante (1866)
- Berta di Varnol di Pacini (1867 con Luigia Bendazzi)
- Il figliuol prodigo di Serrao (1868)
- Giovanna di Napoli di Petrella (1869 con Giuseppina Pasqua)
- Gabriella di Vergy di Donizetti (29 novembre 1869)
- Manfredo di Petrella (1872 con Victor Maurel)
- Bianca Orsini di Petrella (1874)
- L'alba sul Bosforo di Giovanni Bottesini (1881)
- Spartaco di Pietro Platania (1891)
- La Perugina di Edoardo Mascheroni (1909 con Carlo Galeffi)
- In patris memoriam di don Lorenzo Perosi (1910 diretta da Cleofonte Campanini)
- La favola di Helga di Francesco Santoliquido (1911 diretta da Vittorio Gui)
- La Pisanella o La morte profumata di Ildebrando Pizzetti (1919)
- Glauco di Alberto Franchetti (1922)
- Il canto del lavoro di Pietro Mascagni (1928)
- Giuliano di Riccardo Zandonai (1928)
- Don Giovanni di Felice Lattuada (1929)
- L'ultimo Lord di Franco Alfano (1930 diretta da Franco Capuana con Mafalda Favero, Aureliano Pertile e Riccardo Stracciari)
- Maristella di Giuseppe Pietri (1934 diretta da Ettore Panizza con Adelaide Saraceni)
- Beatrice Cenci di Guido Pannain (1942 diretta da Gabriele Santini con Margherita Carosio e Antenore Reali)
- Miseria e nobiltà di Jacopo Napoli (1946 diretta da Capuana con Adriana Guerrini, Paolo Silveri e Melchiorre Luise)
- Il borghese gentiluomo di Terenzio Gargiulo (1947)
- La Bardana di Alfredo Sangiorgi (1950)
- La passione di Cristo di Jacopo Napoli (1950)
- Maria Antonietta di Gargiulo (1952 diretta da Nino Sanzogno con Elisabetta Barbato e Anselmo Colzani)
- La figlia di Jorio (1954)
- Madame Bovary di Pannain (1955 diretta da Santini con Clara Petrella, Rina Cavallari, Gianni Raimondi e Saturno Meletti
- La guerra di Renzo Rossellini (1956 diretta da Oliviero De Fabritiis, con Marcella Pobbe, Magda Olivero, Piero De Palma, Nicola Filacuridi, Plinio Clabassi, Giangiacomo Guelfi e Meletti)
- Vivì di Franco Mannino (1957 diretta da Tullio Serafin con Rosanna Carteri)
- Il vortice di Rossellini (1958 diretta da De Fabritiis con la Petrella, Pia Tassinari e De Palma)
- La Jura di Gavino Gabriel (13 aprile 1958)
- I Shardana di Ennio Porrino (21 marzo 1959)
- Don Giovanni di Gian Francesco Malipiero (1963 diretta da Bruno Maderna con Silvano Carroli)
- Aladino e la lampada magica di Nino Rota (1968 diretta da Carlo Franci con Franco Bonisolli)
- Maria Stuart di Enzo de Bellis (10 aprile 1974)
- Torquemada, seconda versione (1976 con Maurizio Arena, Meletti, Carlo Cava e Agostino Ferrin)
- Salammbô (1983)

## Prime delle stagioni operistiche

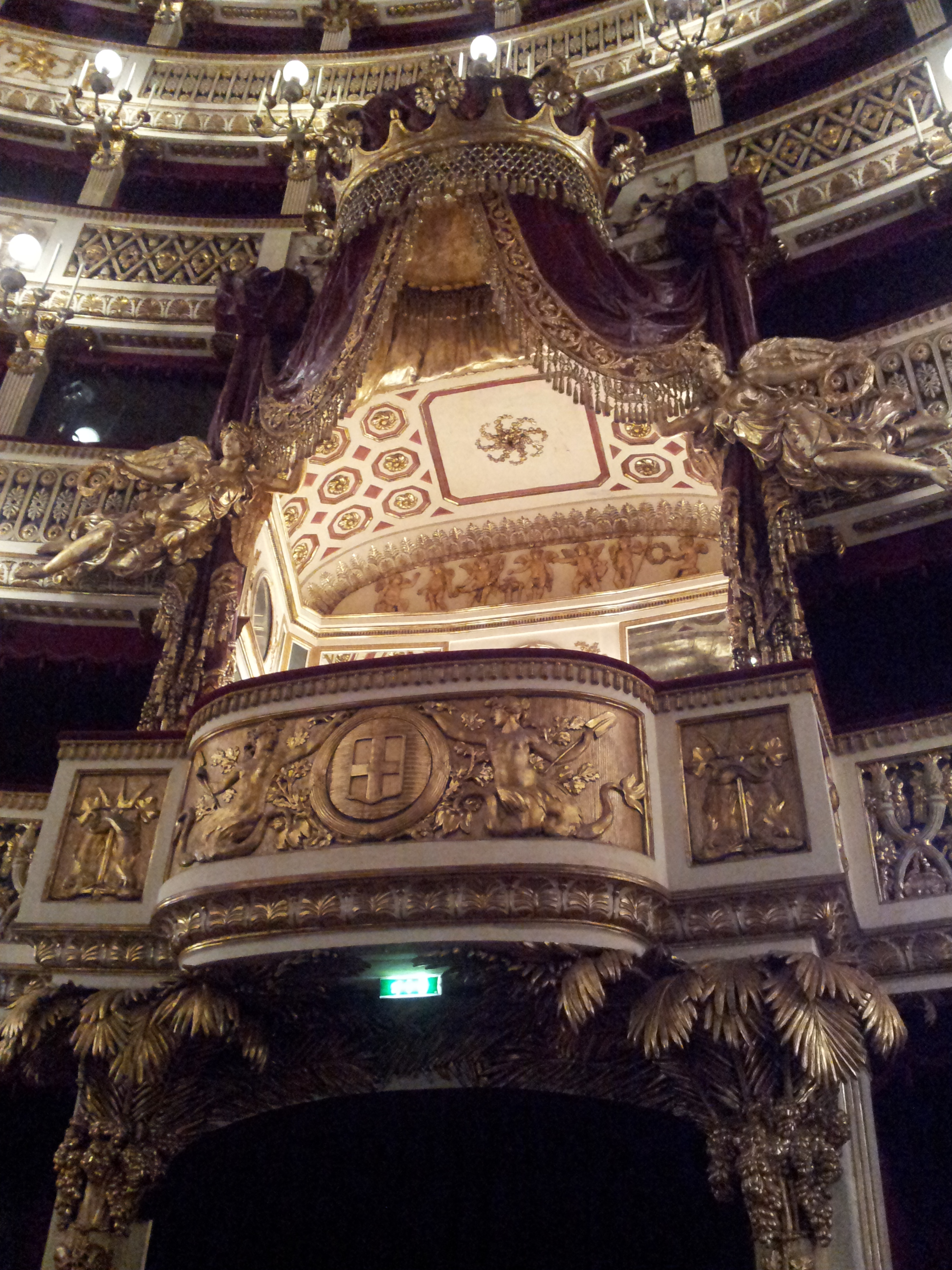
Particolare del palco reale. In primo piano lo stemma sabaudo voluto dai Savoia dopo l'unità d'Italia, in sostituzione del preesistente stemma del Regno delle Due Sicilie.

- 1952/53: Otello di Giuseppe Verdi; direttore Gabriele Santini
- 1971/72: Il Convento, Veneziano, La Favola di Orfeo, La Giara di Alfredo Casella; direttore Elio Boncompagni
- 1972/73: La cena delle beffe, di Umberto Giordano; direttore Elio Boncompagni
- 1979/80: Die Walküre di Richard Wagner; direttore Elio Boncompagni
- 1979/80: Aida di Giuseppe Verdi; direttore Elio Boncompagni
- 1980/81: Siegfried di Richard Wagner; direttore Elio Boncompagni
- 1980/81: Tosca di Giacomo Puccini; direttore Giuseppe Patané
- 1980/81: Il trovatore di Giuseppe Verdi; direttore Elio Boncompagni
- 1981/82: Götterdammerung di Richard Wagner; direttore Elio Boncompagni
- 1981/82: Jenůfa di Leoš Janáček; direttore Ondrej Lenard
- 1981/82: Ernani di Giuseppe Verdi; direttore Elio Boncompagni
- 1984/85: Macbeth di Giuseppe Verdi; direttore Riccardo Muti
- 1985/86: Falstaff di Giuseppe Verdi; direttore Daniel Oren
- 1986/87: Carmen di Georges Bizet; direttore: Emil Tchakarov
- 1987/88: Festa Teatrale per il 250º Anniversario del Teatro di San Carlo; direttore: Gustav Kuhn
- 1989/90: Lucia di Lammermoor di Gaetano Donizetti; direttore: Massimo de Bernart
- 1990: The Rape of Lucretia di Benjamin Britten; direttore: Daniel Nazareth
- 1990/91: Cavalleria rusticana e Rapsodia satanica di Pietro Mascagni; direttore: Vjekoslav Sutej
- 1991/92: Elisabetta, regina d'Inghilterra di Gioachino Rossini; direttore: Alberto Zedda
- 1992/93: Otello di Giuseppe Verdi; direttore: Daniel Oren
- 1993/94: Mosè in Egitto di Gioachino Rossini; direttore: Salvatore Accardo
- 1994/95: Un ballo in maschera di Giuseppe Verdi; direttore: Daniel Oren
- 1995/96: Lohengrin di Richard Wagner; direttore: Gustav Kuhn
- 1996/97: Tosca di Giacomo Puccini; direttore: Daniel Oren
- 1998: Tannhäuser di Richard Wagner; direttore: Gustav Kuhn
- 1999: Eleonora di Roberto De Simone; direttore: Stefan Anton Reck
- 2000: La bohème di Giacomo Puccini; direttore: Enrique Mazzola
- 2001: Perséphone e Oedipus Rex di Igor' Fëdorovič Stravinskij; direttore Gabriele Ferro
- 2002: Turandot di Giacomo Puccini; direttore Gabriele Ferro
- 2002/03: Don Giovanni di Wolfgang Amadeus Mozart; direttore Gabriele Ferro
- 2003/04: Elektra di Richard Strauss; direttore Gabriele Ferro
- 2004/05: Tristano e Isotta di Richard Wagner; direttore Gary Bertini
- 2005/06: Fidelio di Ludwig van Beethoven; direttore: Tomas Netopil
- 2006/07: Falstaff di Giuseppe Verdi; direttore Jeffrey Tate
- 2007/08: Parsifal di Richard Wagner; direttore Asher Fisch
- 2008/09: Peter Grimes di Benjamin Britten; direttore Jeffrey Tate
- 2009/10: La clemenza di Tito di Wolfgang Amadeus Mozart; direttore Jeffrey Tate
- 2010/11: Pergolesi in Olimpiade di Giovan Battista Pergolesi; direttore Alessandro De Marchi
- 2011/12: Semiramide di Gioachino Rossini; direttore Gabriele Ferro
- 2012/13: La traviata di Giuseppe Verdi; direttore Michele Mariotti
- 2013/14: Aida di Giuseppe Verdi; direttore Nicola Luisotti, regia di Franco Dragone
- 2014/15: Il trovatore di Giuseppe Verdi; direttore Nicola Luisotti
- 2015/2016: Carmen di Georges Bizet; direttore Zubin Mehta
- 2016/2017: Otello di Gioachino Rossini; direttore Gabriele Ferro
- 2017/2018: La fanciulla del West di Giacomo Puccini; direttore Juraj Valčuha
- 2018/2019: Così fan tutte di Wolfgang Amadeus Mozart; direttore Riccardo Muti
- 2021/2022: Otello di Giuseppe Verdi; direttore Michele Mariotti
- 2022/2023: Don Carlo di Giuseppe Verdi; direttore Juraj Valčuha
- 2023/2024: Turandot di Giacomo Puccini; direttore Dan Ettinger
- 2024/2025: Rusalka di Antonín Dvořák; direttore Dan Ettinger
- 2025/2026: Medea di Luigi Cherubini; direttore Riccardo Frizza

Al San Carlo si sono svolte inoltre anche alcune prime di teatro di prosa, tra cui Tre pecore viziose di Eduardo Scarpetta (1881) e Napoli milionaria di Eduardo De Filippo (1945); e alcune prime cinematografiche, come La Bibbia di John Huston (1966).